# Вусач-коренеїд посмугований
Вуса́ч-коренеї́д посмуго́ваний (Dorcadion holosericeum Krynicki, 1832 = Dorcadion striatum Dalman, 1817) — вид жуків з родини вусачів.

## Хорологія
D. holosericeum — це вид, що належить до групи понтійських видів, середземноморського зоогеографічного комплексу. Ареал охоплює Південно-Східну Європу, трапляється також на сході Польщі, у Передкавказзі. Ареал має тенденцію до розширення.

## Екологія
Жуки трапляються на ґрунті, не літають. Харчуються молодими пагонами та листками різноманітних злаків. Літ триває з кінця квітня до кінця червня. Личинка розвивається в ґрунті. 

## Морфологія

### Імаго
Плечові реберця добре виражені. Надкрила в густому бурому волосяному покрові, на його тлі різко виділяються білі пришовні та бічні смуги, а також по дві поздовжні чорно-оксамитові смуги. Передньоспинка з поздовжньою білою смугою посередині. Довжина тіла коливається в межах 11-17 мм.

### Личинка
Тіло личинки товсте. Голова сильно втягнена в передньоспинку, гіпостом короткий, пронотум безбарвний, м’який, несклеротизований. Мозолі черевця зі слабко розвиненою скульптурою. Анальний отвір поперечний.

## Життєвий цикл
Життєвий цикл триває 2 роки.

## Підвиди
- Dorcadion holosericeum holosericeum Krynicki, 1832
- Dorcadion holosericeum tristriatum Suvorov, 1913